# Peter K. Elkus
Peter K. Elkus (* 1939 in San Francisco) ist ein international tätiger Gesangslehrer, der Meisterklassen für Sänger und Instrumentalisten gibt.

## Leben
Elkus studierte an der University of Denver an der Fakultät für Klassischen Gesang bei Marvin Warden und an der University of Colorado bei Aksel Schiøtz (1906–1975), dem dänischen Tenor. Als Student besuchte er Opern-Workshops bei Boris Goldovsky in Denver und Wheeling (West Virginia), sowie am Mannes College of Music und am Hunter College in New York. Maria Callas wählte ihn als Stipendiaten des Juilliard Opera Theater.
Nach Lehrtätigkeit in Wien trat er die Nachfolge seines verstorbenen Lehrers Sebastian Engelberg am Mannes College of Music in New York an und war dort über ein Jahrzehnt an der Fakultät tätig. Weiterhin war er Juror beim Regionalen Vorsingen der Metropolitan Opera und Präsident des Prüfungskomitees der Richard Wagner Stiftung des Teatro Colón in Buenos Aires.
Seine Meisterklassen wurden in zehn Ländern präsentiert, u. a. an der Hochschule für Musik in Wien, der Münchner Staatsoper, der Musikakademie Ottorino Respighi in Assisi und Rom, dem Théâtre des Champs-Élysées in Paris und dem Teatro Colón in Buenos Aires.
1967 wurde Frederica von Stade am Mannes College eine Elkus Schülerin. Sie heirateten 1973. Der Ehe, die 1990 geschieden wurde, entstammen zwei Töchter. Peter Elkus unterrichtete seine Ehefrau von 1975 bis 1985, da ihr gemeinsamer Lehrer Sebastian Engelberg († 1979) seine Arbeit krankheitsbedingt aufgeben musste. In einem Artikel der Zeitschrift Opera News bezieht sich Donald Spoto auf Elkus' Einfluss auf v. Stade: „... führte sie durch das Dickicht eines ständig wachsenden Repertoires und eines strengen weltweiten Terminplans.“
Elkus im Jahr 2007 veröffentlichtes Buch The Telling of Our Truths - The Magic in Great Musical Performance erhielt Kritiken von Gerald Ginsberg (Komponist und Dichter), Charles Kaufman (ehemaliger Präsident am Mannes College of Music), Dalton Baldwin (Pianist, Begleiter, Coach, Ausbilder, Aufnahmekünstler), Jean Luc Vannier (Psychoanalytiker, Musikkritiker, Lektor), Mut Asheru (Chef Herausgeber von „Unsigned - The Magazine“) und Shinji Eshima (Instrumentalist und Komponist).

## Rechtsstreit Elkus gegen Elkus
In dem Rechtsstreit Elkus gegen Elkus (Peter K. Elkus war der Beklagte) ging es um den Anteil der Bemühungen des Elkus am künstlerischen Marktwert seiner (Ex-)Ehefrau. Im Ergebnis wurde – abweichend vom Urteil in der ersten Instanz – entschieden, dass Elkus ein finanzieller Ausgleich für diesen Anteil zustand. Der Rechtsstreit wird oft als Fallstudie im ersten Studienjahr an amerikanischen juristischen Fakultäten gelehrt.

## Veröffentlichung
- The Telling of Our Truths. The Magic in Great Musical Performance. USA 2007, Neuauflage 2009, ISBN 978-0-615-27199-6.